# Eleições municipais no Brasil em 2004
As eleições municipais no Brasil em 2004 aconteceram em 3 de outubro e 31 de outubro, datas fixadas para a realização dos dois turnos.

## Prefeitos de capitais eleitos em 2004
| Bandeira | Cidade         | UF | Prefeito               | Partido | Vice-prefeito           | Partido do vice |
| -------- | -------------- | -- | ---------------------- | ------- | ----------------------- | --------------- |
|          | Aracaju        | SE | Marcelo Déda           | PT      | Edvaldo Nogueira        | PCdoB           |
|          | Belém          | PA | Duciomar Costa         | PTB     | Manoel Antunes          | PSDB            |
|          | Belo Horizonte | MG | Fernando Pimentel      | PT      | Ronaldo Vasconcelos     | PTB             |
|          | Boa Vista      | RR | Teresa Jucá            | PPS     | Iradilson Sampaio       | PPS             |
|          | Campo Grande   | MS | Nelson Trad Filho      | PMDB    | Marisa Serrano          | PSDB            |
|          | Cuiabá         | MT | Wilson Santos          | PSDB    | Jacy Proença            | PSB             |
|          | Curitiba       | PR | Beto Richa             | PSDB    | Luciano Ducci           | PSB             |
|          | Florianópolis  | SC | Dário Berger           | PSDB    | Bita Pereira            | PSDB            |
|          | Fortaleza      | CE | Luizianne Lins         | PT      | José Carlos Veneranda   | PSB             |
|          | Goiânia        | GO | Iris Rezende           | PMDB    | Valdivino Oliveira      | PMDB            |
|          | João Pessoa    | PB | Ricardo Coutinho       | PSB     | Manoel Júnior           | PMDB            |
|          | Macapá         | AP | João Henrique Pimentel | PT      | Eury Farias             | PCdoB           |
|          | Maceió         | AL | Cícero Almeida         | PDT     | Lourdes Lira            | PTB             |
|          | Manaus         | AM | Serafim Corrêa         | PSB     | Mário Frota             | PDT             |
|          | Natal          | RN | Carlos Eduardo Alves   | PSB     | Micarla de Sousa        | PP              |
|          | Palmas         | TO | Raul Filho             | PT      | Derval de Paiva         | PMDB            |
|          | Porto Alegre   | RS | José Fogaça            | PPS     | Eliseu Santos           | PTB             |
|          | Porto Velho    | RO | Roberto Sobrinho       | PT      | Cláudia Carvalho        | PCdoB           |
|          | Recife         | PE | João Paulo             | PT      | Luciano Siqueira        | PCdoB           |
|          | Rio Branco     | AC | Raimundo Angelim       | PT      | Eduardo Farias          | PCdoB           |
|          | Rio de Janeiro | RJ | César Maia             | PFL     | Otávio Leite            | PSDB            |
|          | Salvador       | BA | João Henrique Carneiro | PDT     | Marcelo Ferreira Duarte | PSDB            |
|          | São Luís       | MA | Tadeu Palácio          | PDT     | Sandra Costa            | PDT             |
|          | São Paulo      | SP | José Serra             | PSDB    | Gilberto Kassab         | PFL             |
|          | Teresina       | PI | Silvio Mendes          | PSDB    | Elmano Férrer           | PTB             |
|          | Vitória        | ES | João Coser             | PT      | Sebastião Balarini      | PSB             |

## Estatísticas por partido
Referência:
| Partido | Candidatos(as) a prefeituras | Prefeitos(as) eleitos(as) |
| ------- | ---------------------------- | ------------------------- |
| PAN     | 43                           | 1                         |
| PCdoB   | 105                          | 10                        |
| PCB     | 12                           | 0                         |
| PCO     | 34                           | 0                         |
| PDT     | 854                          | 307                       |
| PFL     | 1757                         | 789                       |
| PHS     | 141                          | 26                        |
| PL      | 1036                         | 382                       |
| PMDB    | 2479                         | 1059                      |
| PMN     | 153                          | 31                        |
| PP      | 1268                         | 551                       |
| PPS     | 891                          | 308                       |
| PRONA   | 37                           | 7                         |
| PRP     | 148                          | 37                        |
| PRTB    | 89                           | 12                        |
| PSB     | 620                          | 175                       |
| PSC     | 180                          | 26                        |
| PSDB    | 1920                         | 870                       |
| PSDC    | 128                          | 13                        |
| PSL     | 125                          | 25                        |
| PSTU    | 104                          | 0                         |
| PT      | 1952                         | 411                       |
| PTdoB   | 94                           | 23                        |
| PTB     | 1093                         | 421                       |
| PTC     | 98                           | 16                        |
| PTN     | 70                           | 5                         |
| PV      | 294                          | 57                        |